# Aloe vaombe
Aloe
Pour les articles homonymes, voir Aloès (homonymie).
Espèce
Classification APG III (2009)
Aloe vaombe est une espèce arborescente d'aloès endémique de l'île de Madagascar.

## Description
L'aloe vaombe est une plante qui peut atteindre 4 à 5 mètres de hauteur (suivant les sources), et jusqu'à 1,5 mètre de diamètre. C'est un des plus grands aloes de Madagascar. "Vahona" signifiant aloe et  "be" grand en malgache.
C'est une plante non ramifiée, avec des longues feuilles vertes lisses recourbées pourvues de dents blanchâtres sur les bords.

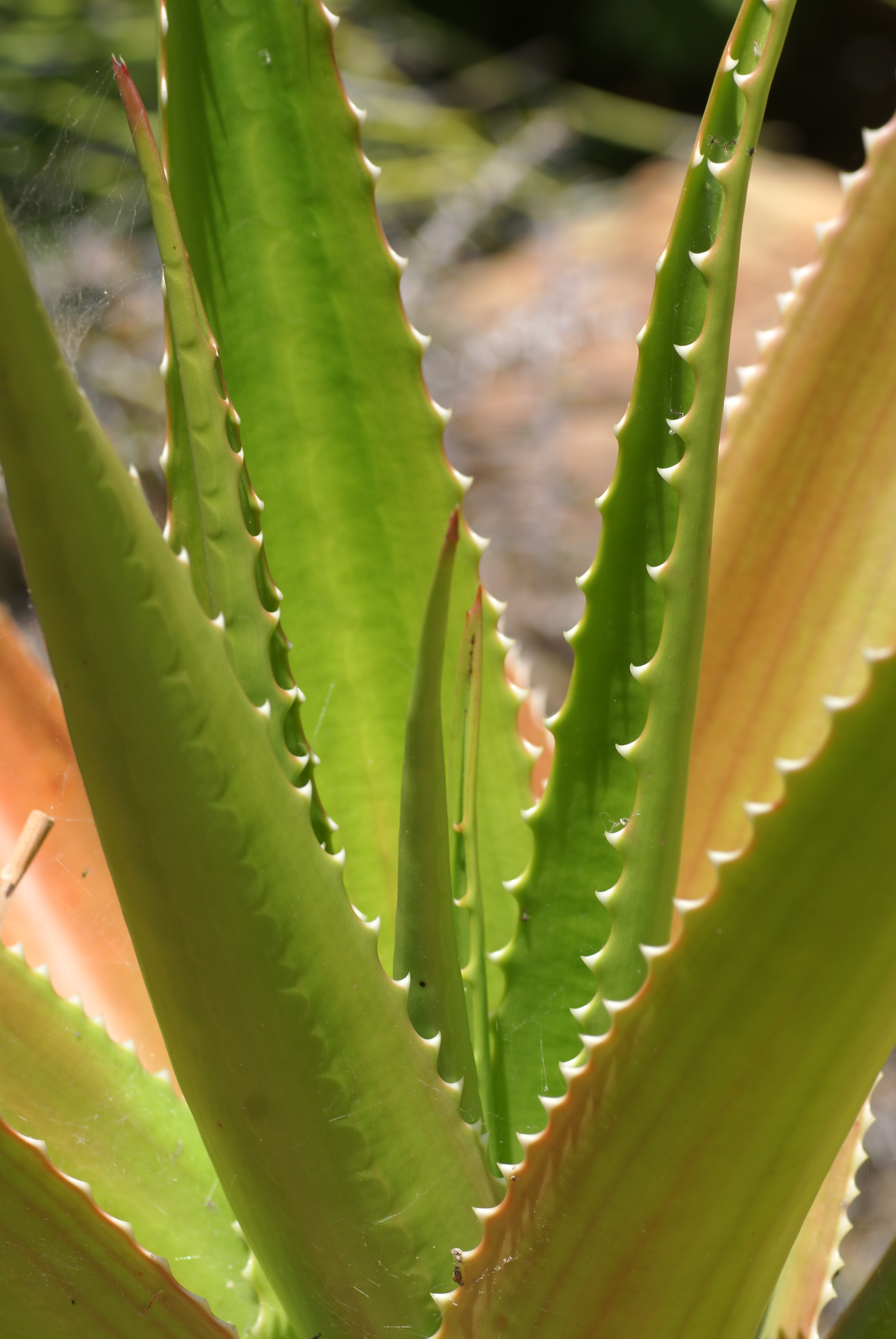
Détail des dents sur le bord des feuilles de l'aloe vaombe.

Les feuilles sont profondément recourbées : en coupe transversale elles ont une forme courbée.
En hiver elles prennent une teinte rouge due au froid, ou a une exposition à de fortes luminosités.

## Floraison
La floraison a lieu en été dans l'hémisphère austral (et donc en hiver sous les latitudes boréales, généralement en janvier). De grandes grappes de fleurs rouges se développent sur les hampes florales au sommet de la rosette de feuilles. 

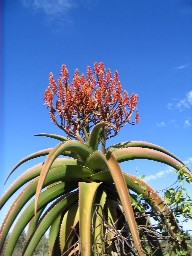
Inflorescence sommitale de l'aloe vaombe

Les fleurs mellifères attirent abeilles et oiseaux dans le milieu naturel.

## Répartition et écologie
Cet aloès de grande taille pousse dans des broussailles sèches et épineuses sur des sols calcaires dans le sud de l'île. 
Il faut la planter en plein soleil. Une fois établie, cette plante comme la plupart des aloe réclame peu de soin et très peu d'eau, bien que les plantes poussent beaucoup plus vite et plus abondamment avec l'irrigation régulière.
C'est une plante qui semble s'acclimater à la plupart de sols et des climats, tout en prenant soin de ne pas l'exposer à des températures négatives, bien qu'elle semble pouvoir tolérer de légères gelées. Une exposition prolongée lui occasionnera cependant de gros dommages. Cet aloe peut être planté en USDA 9b et supérieures.

## Utilisation
En culture ornementale, sa grande taille et sa floraison rouge vif en plein cœur de l'hiver dans l'hémisphère nord en font une plante de grande valeur esthétique, spécialement quand le feuillage rougit, ce qui forme une belle combinaison.
En 1978, l’Académie Malgache publie un résultat d'étude des substances présentes dans la plante, dans son bulletin "Madagascar : recherches Scientifiques" concernant les effets supposés sur les défenses immunitaires de l'homme de l'aloe vaombe.

## Images

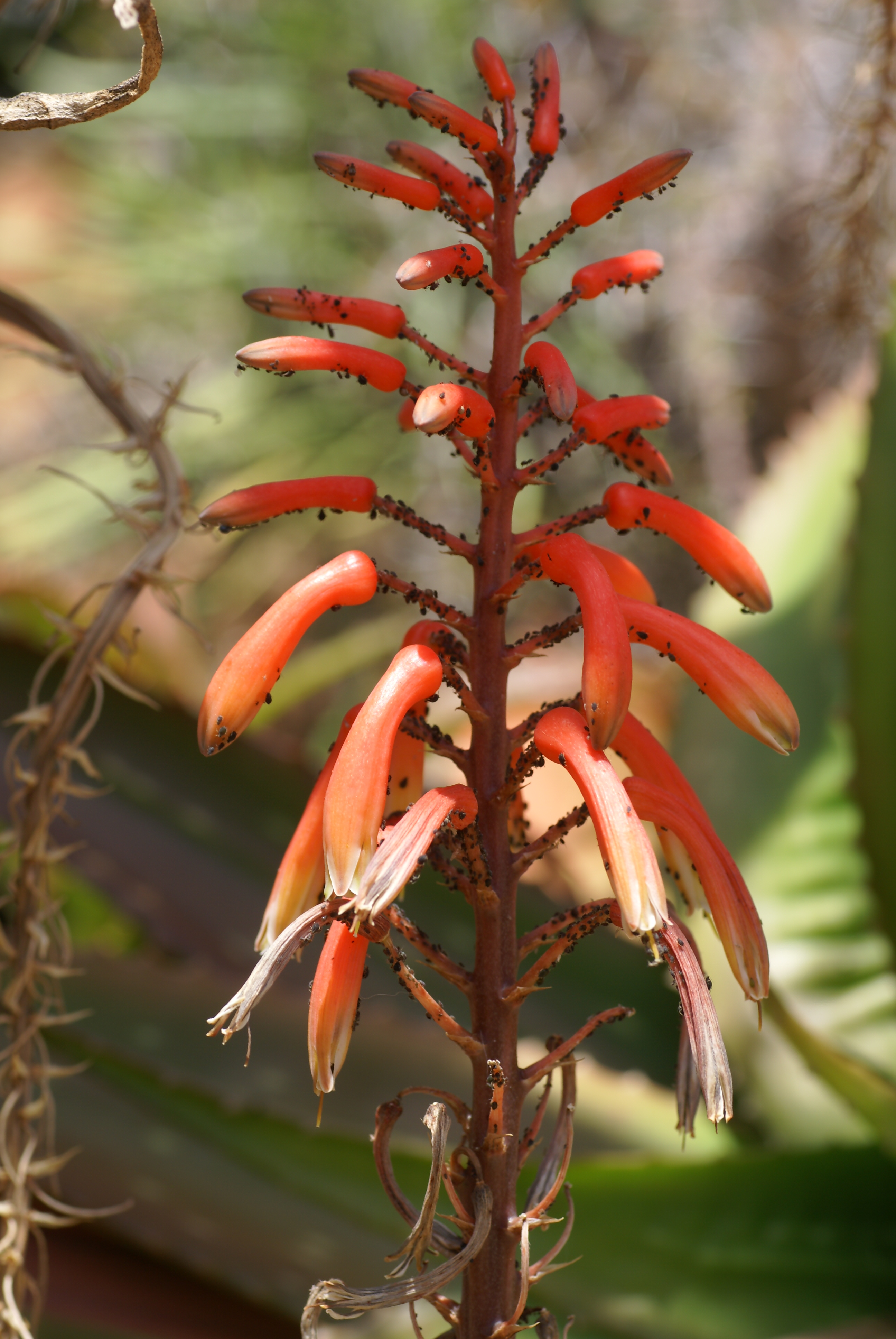
Détail d'une inflorescence
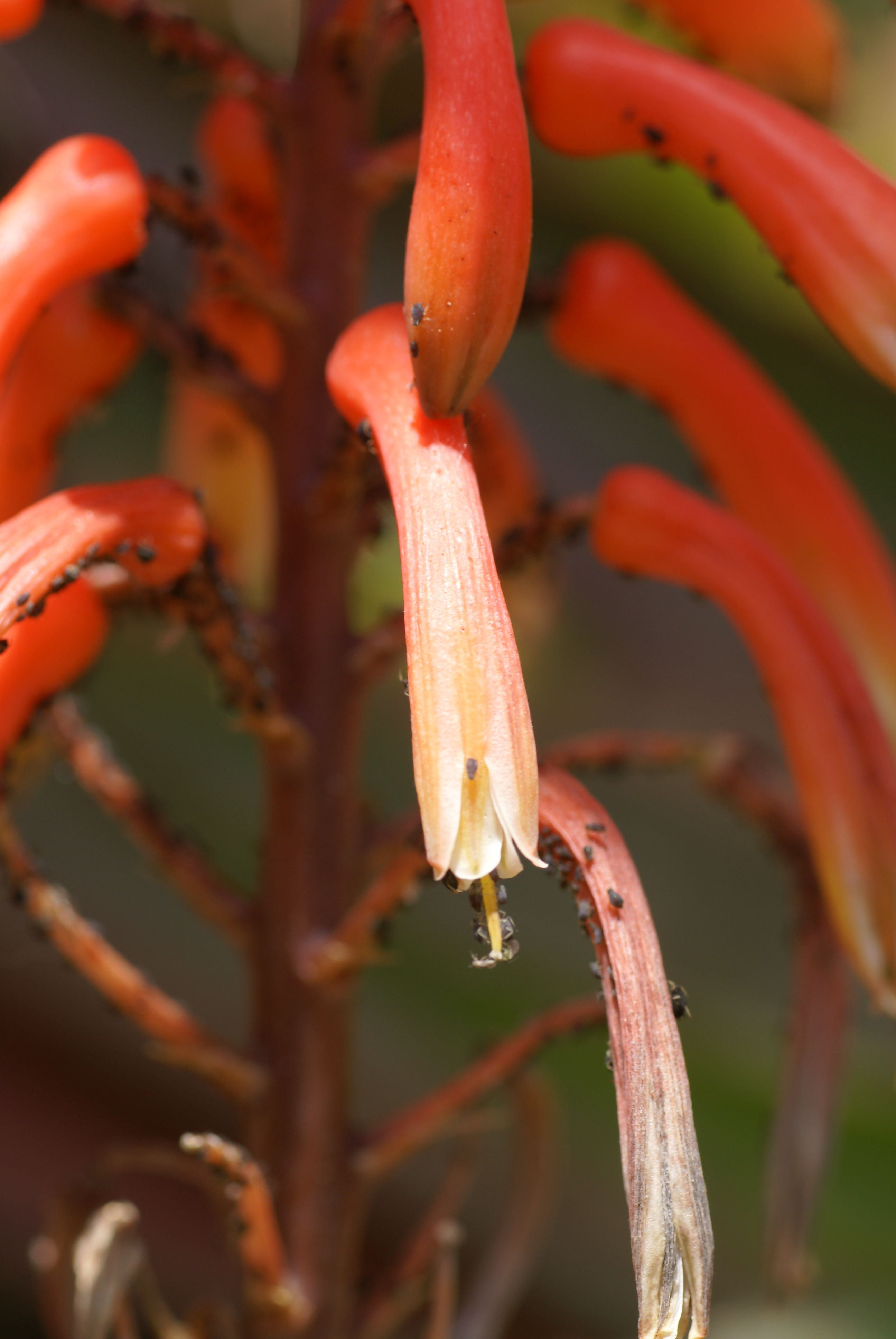
Gos plan d'une fleur
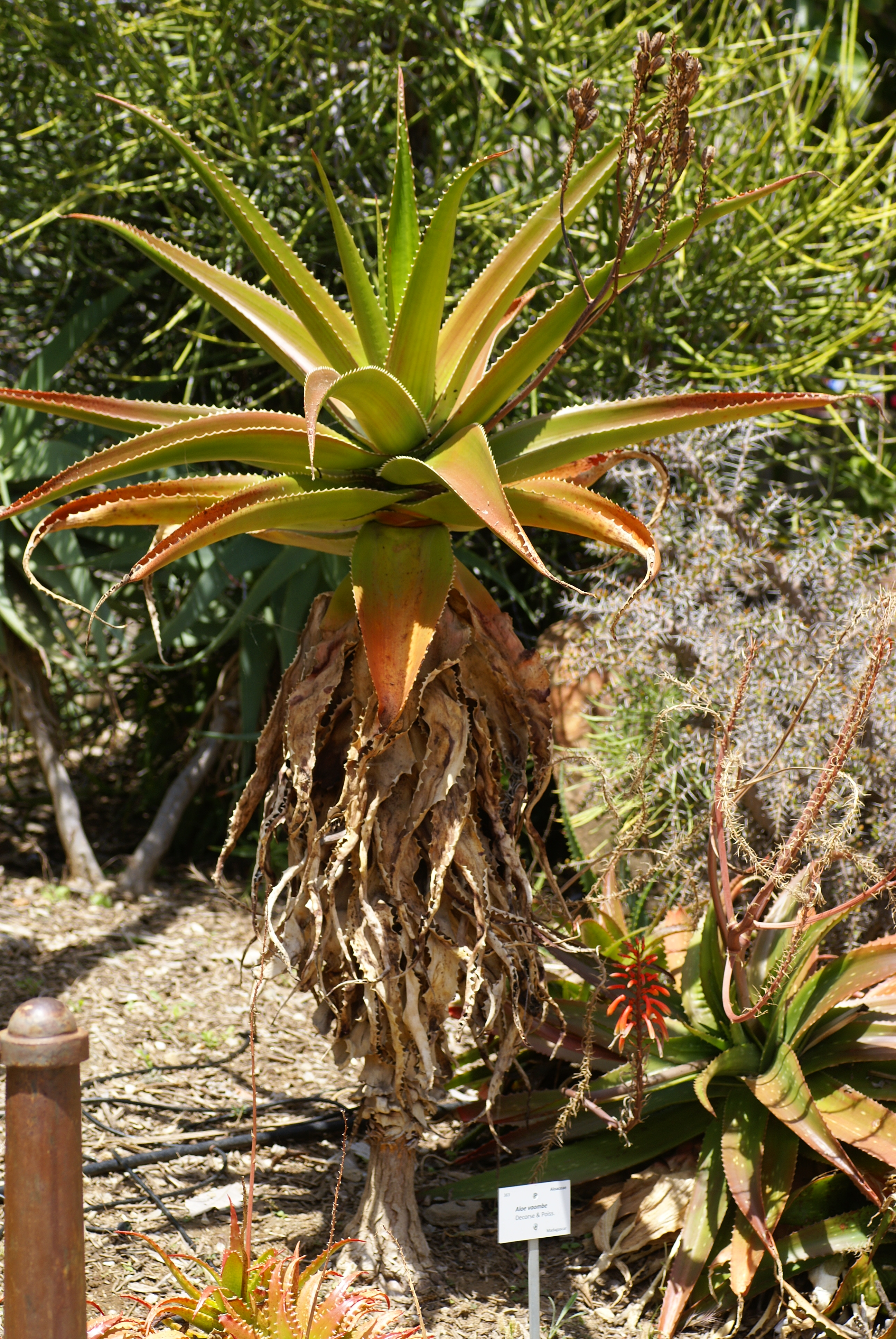
Un aloe aux feuilles rougies
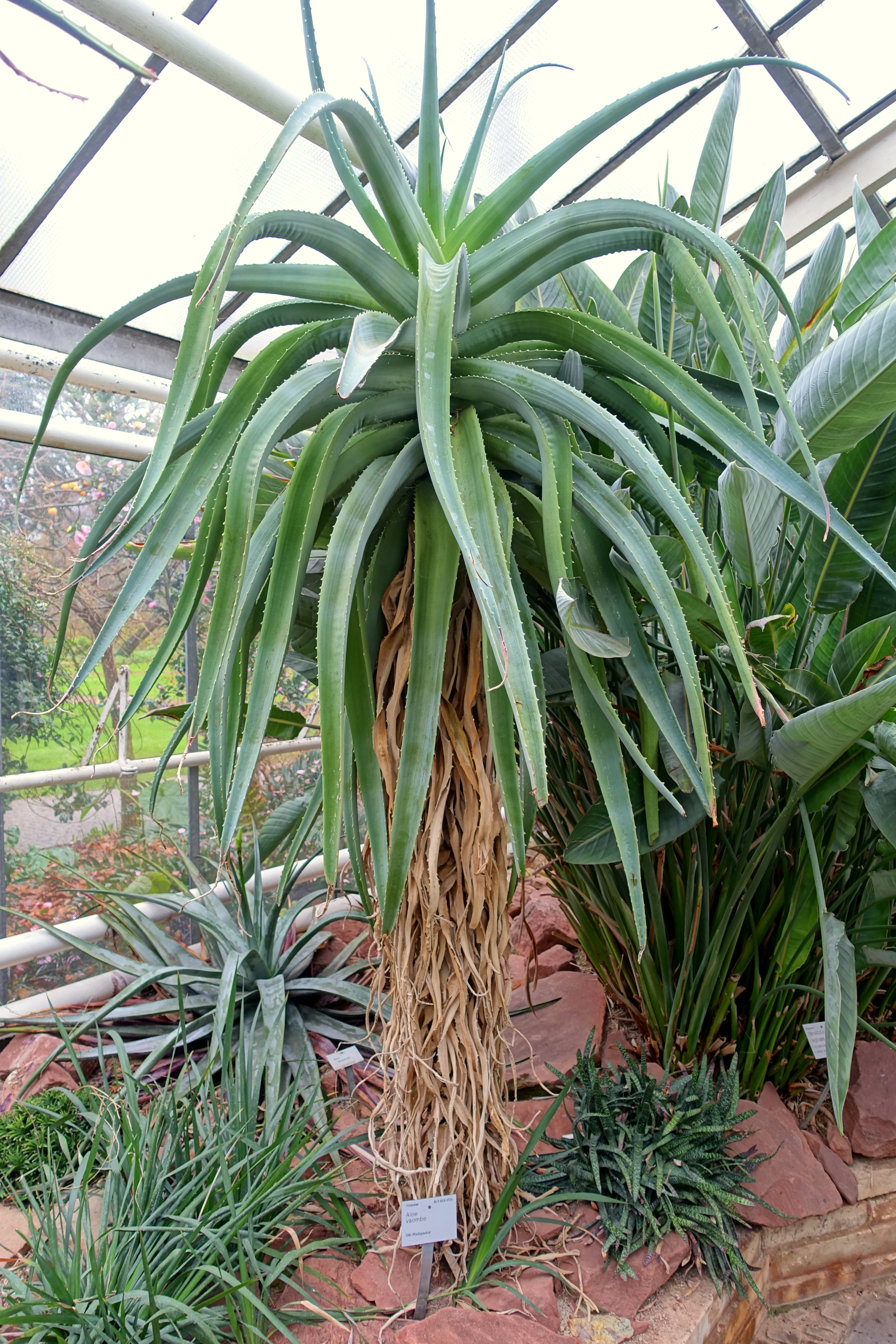
Gros sujet au jardin botanique de Cologne